# Villa Inferno (Cervia)
Villa Inferno è una frazione del comune di Cervia. Confina con Pisignano, Montaletto, Tantlon e le Saline di Cervia
Vi risiedono circa 800 abitanti mentre in passato era più popolata ed erano presenti anche le scuole. 
Fino agli anni Cinquanta era attraversata dalla strada che per secoli aveva collegato Cervia con Cesena, passando per Pontecucco-Calabrina (SP 70 Cervese). Tale percorso venne interrotto con la costruzione dell'aeroporto militare di Pisignano e la frazione cessò di essere un importante punto di attraversamento. La frazione comprende il piccolo borgo di Sant'Andrea adiacente alla chiesa.
Attualmente è un centro agricolo e vi si è sviluppata una vasta zona artigianale. 
Vi ha sede il Museo dei Burattini e delle Figure che conserva esempi di burattini padani di fine '800, antichi copioni e attrezzi di scena, fondali dipinti, marionette del '700 e '800, pupi siciliani e teste di legno di metà '800.